# Notophthiracarus nitidus
Notophthiracarus nitidus är en kvalsterart som först beskrevs av Pérez-Íñigo och Baggio 1988.  Notophthiracarus nitidus ingår i släktet Notophthiracarus och familjen Phthiracaridae. Inga underarter finns listade i Catalogue of Life.